# Кавеолин
Кавеолины — группа мембранных белков рецептор-независимого эндоцитоза. У позвоночных животных существует 3 типа кавеолина со сходной структурой: кавеолин-1, -2 и -3. В клетке кавеолин собирается в олигомеры, связывает холестерин и сфинголипиды в определённых участках клеточной мембраны, что приводит к формированию кавеолы.

## Структура и экспрессия
Кавеолины похожи по структуре. Все они образуют петли-шпильки, которые вставляются в клеточную мембрану. Как С-конец, так и N-конец обращены к цитоплазматической стороне мембраны. Существует две изоформы кавеолина-1: кавеолин-1α и кавеолин-1β, у последнего отсутствует часть N-конца.
Кавеолины содержатся в большинстве адгезивных клеток млекопитающих.
- Кавеолин-1 наиболее заметно экспрессируется в эндотелиальной, волокнистой и жировой ткани.
- Схема экспрессии кавеолина-2 аналогична схеме экспрессии кавеолина-1; по-видимому, он экспрессируется совместно с кавеолином-1.
- Экспрессия кавеолина-3 ограничена поперечно-полосатыми и гладкими мышцами.

## Функция
Функции кавеолинов все ещё находятся в стадии интенсивного изучения. Они наиболее известны своей ролью в образовании инвагинаций плазматической мембраны размером 50 нанометров, называемых кавеолами. Олигомеры кавеолина образуют оболочку этих доменов. Клетки, в которых отсутствуют кавеолины, также лишены кавеол. Этим доменам приписывается множество функций, начиная от эндоцитоза и трансцитоза и заканчивая передачей сигналов.
Также было показано, что кавеолин-1 играет роль в передаче сигналов интегрина. Фосфорилированная тирозином форма кавеолина-1 колокализуется с очаговыми адгезиями, что указывает на роль кавеолина-1 в миграции. Действительно, снижение уровня кавеолина-1 приводит к менее эффективной миграции in vitro.
Генетически модифицированные мыши, у которых отсутствуют кавеолин-1 и кавеолин-2, жизнеспособны и фертильны, что показывает, что ни кавеолины, ни кавеолы не играют существенной роли в эмбриональном развитии или размножении этих животных. Однако у животных с нокаутом развиваются аномальные, гипертрофированные легкие и сердечная миопатия, что приводит к сокращению продолжительности жизни. Мыши, лишенные кавеолинов, также страдают от нарушения ангиогенных реакций, а также аномальных реакций на сосудосуживающие стимулы. У рыбок данио недостаток кавеолинов приводит к эмбриональной летальности, предполагая, что болееу позвоночных (на примере мышей) развилась компенсация или избыточность функций кавеолинов.

## Роль в заболеваниях

### Рак
Кавеолины играют парадоксальную роль в развитии этого заболевания. Они были вовлечены как в подавление опухоли, так и в онкогенез. Высокая экспрессия кавеолинов приводит к ингибированию путей, связанных с раком, таких как пути передачи сигналов факторов роста. Однако было показано, что некоторые раковые клетки, экспрессирующие кавеолины, более агрессивны и метастатичны из-за потенциального роста, не зависящего от закрепления.

### Сердечно-сосудистые заболевания
Считается, что кавеолины играют важную роль в развитии атеросклероза. Кроме того, кавеолин-3 был связан с синдромом удлинённого интервала QT.

### Мышечная дистрофия
Кавеолин-3 был вовлечён в развитие определённых типов мышечной дистрофии (мышечная дистрофия конечностей).